# Dioscoridillo montanus
Dioscoridillo montanus är en kräftdjursart som beskrevs av Stefano Taiti och Franco Ferrara 2004. Dioscoridillo montanus ingår i släktet Dioscoridillo och familjen Eubelidae. Inga underarter finns listade i Catalogue of Life.